# The Inner Mounting Flame
The Inner Mounting Flame är ett musikalbum av Mahavishnu Orchestra som släpptes i augusti 1971. Skivan var gruppens debutalbum och betraktas tillsammans med Miles Davis album Bitches Brew som ett av de viktigaste albumen i utvecklingen av fusionmusik och jazzrock. På skivan medverkade John McLaughlin (gitarr), Billy Cobham (slagverk), Rick Laird (bas), Jan Hammer (piano) och Jerry Goodman (fiol). McLaughlin och Cobham hade innan de spelade in detta album spelat med Miles Davis på skivan A Tribute to Jack Johnson.

## Låtlista
(alla låtar komponerade av John McLaughlin)
1. "Meeting of the Spirits" - 6:52
2. "Dawn" - 5:18
3. "Noonward Race" - 6:28
4. "A Lotus on Irish Streams" - 5:39
5. "Vital Transformation" - 6:16
6. "The Dance of Maya" - 7:17
7. "You Know You Know" - 5:07
8. "Awakening" - 3:32

## Listplaceringar
| Lista (1972) | Position           |
| ------------ | ------------------ |
| USA          | 89 (Billboard 200) |